# Ма (народ)
Народ Ма (вьет. Người Mạ; контяу, самоназвание — «человек») — это народ группы горных кхмеров, проживающий на юге Вьетнама в провинциях Ламдонг, Даклак и Донгнай. Расселены в районе среднего и нижнего течения рек Дадынк и Дахуай на плато Лангбьен и Жиринь. Численность по данным на 1999 г. составляла порядка 25 тыс. человек. Родной язык — ма (другими представителями этой языковой группы являются: срэ, мнгонг, стиенг). Лингвистически сближаются с семангами и сеноями Малаккского полуострова. Этнографические группы: тьо ма, тьо шоп, тьо жо, тьо то).

## Основные традиционные занятия
Ма занимаются земледелием, также широко распространены охота и собирательство.

### Подсечно-огневое земледелие
Участки подсечно-огневого земледелия (рэй) возделываются лишь год-два подряд, после чего переносятся на новые места. Основными выращиваемыми культурами являются рис, хлопок, табак, клубнеплоды и бананы. Посевом занимаются в основном женщины, которые при помощи железных стержней, палок-копалок или заостренного сука (как мнонги) проводят борозды в почве, бросая туда семена.

### Охота
Главным способом охоты является устройство различного рода ловушек и силков: узких ям с заостренными кольями на дне, тщательно замаскированных клеток с захлопывающимися дверями, вогнутых к земле деревьев с петлей на конце и т.п. Охотятся также с дротиками и самострелами, заряженными отравленными стрелами. Сильно действующие яды для них приготавливают в лунную ночь после заклинания лесного духа, в отдаленных от селений местах.

### Рыболовство
Наравне с охотой широкое распространение имеет рыболовство. На горных реках устанавливаются изгороди с узкими проходами, которые перегорожены сетями. Приманкой для рыбы служат перетертые до пастообразного состояния стебли трав и растений. При индивидуальном лове используют лесу с крючками или по-старинке бьют рыбу острогой. В пищу рыбу употребляют в свежем виде. Иногда её коптят и квасят, растирая в ступах с солью и перцем - так она будет храниться намного дольше.

### Ремёсла
Наибольшее распространение получили такие ремёсла, как ткачество, плетение и кузнечное дело.

#### Ткачество
Практически в каждом доме имеется ткацкий станок. В глубинных районах Тэйнгуена у ма развито изготовление лангути (плащей-накидок), которые носят в холодное время года. Женщины занимаются окраской тканей в черный, голубой и синий цвета с помощью индиго, желтый цвет получают при помощи шафрана.

#### Кузнечное дело
Из-за удобно расположенных залежей железных руд, широкое распространение получило кузнечное дело. Выплавка и ковка железа сопровождается ритуальными обрядами, а в четвертом месяце по лунному календарю в честь духов-покровителей кузнечного ремесла устраивают торжественное жертвоприношение.

## Тип поселения
Поселения представляют собой общину, находящуюся в плавном переходе от родовой к соседской. Обычно такие поселения состоят из 3-4 домов (длина таких зданий может достигать 100 м). Различают два типа жилищ: свайное и наземное. Дома свайного типа имеют двухскатную крытую соломой крышу. Стены и полы таких жилищ делаются из расщепленного бамбука. 
Глава поселения и его помощник выбираются всей общиной.
Группа народов мнонг—ма находится на переходной ступени от матрилинейности к патрилинейности. При таком раскладе молодым предоставляется право выбора: поселиться в общине жены либо в общине мужа. Однако, в последнем случае мужчина обязан «испросить разрешения» у родственников по женской линии обеих семей - для этого есть специальный ритуал. Родительская власть в семье одинаковая: счет родства дочерей идет по материнской линии, а сыновей — по отцовской. То есть, после смерти мужа имущество, которое тот принёс в дом жены, делится между его дочерьми и сестрами.

## Обычаи и культурные особенности
Ма придерживаются традиционных анимистических верований, а их фольклор представлен большим количеством мифов, богатейшим эпосом и этногенетическими легендами.
Ма одухотворяют явления и предметы, праздники природы; поклоняются деревьям, горам, камням, небу, духам предков. С верованиями связаны многочисленные обереги и запреты. Например, во время разработки горных полей нельзя купаться и пить чистую воду.

### Одежда и украшения
У мужчин одеждой является набедренные повязки с орнаментированной вышивкой и бахромой по краям и безрукавные короткие рубашки.
Женщины носят кофты и длинные юбки. Основными украшениями служат многочисленные браслеты на руках и ногах, на шею надевают кольца с подвесками из тигровых и змеиных клыков, на пальцах носят кольца, а мочки ушей украшают большими дисками из слоновой кости. К детским нашейным ожерельям привязывают бубенчики.Также, сохранился обычай чернения и подпиливания зубов - верхние передние зубы подпиливают в форме конуса, а нижние «закругляют», оставляя корневые зубы нетронутыми.

## Рацион питания
Главным образом ма питаются рисом и овощами, реже - рыбой, мясо употребляют только по праздникам. Основным напитком является рисовое пиво.

## Список литературы
- Лескинен А. Н., Тхинь Н. Д. Ма // Народы и религии мира / Глав. ред. В. А. Тишков. М.: Большая Российская Энциклопедия, 1999. - 302 с.
- Народы Юго-Восточной Азии / под ред. С. П. Толстова. - М.: Наука, 1966.